# Heidi Hauge
Heidi Hauge (née le 14 octobre 1967) est une chanteuse norvégienne.

## Biographie
Heidi Hauge commence sa carrière en tant que chanteuse de schlager. En 1999, elle est remarquée par un manager du label discographique norvégien Showtime Records, signant ainsi son premier contrat. L'année suivante, elle publie son premier album, Country Time.
En 2001, son troisième album, Country Girl, atteint la 15e place du classement norvégien des albums. Son meilleur classement est la 7e place en 2004, avec le même album. Six de ses albums entrent également dans les charts danois, dont quatre dans le top 10. Fin 2002, avec quatre albums publiés, Heidi Hauge avait vendu 170 000 disques en Norvège et 25 000 au Danemark, où elle apparait dans une émission de TV 2 pour promouvoir sa musique.
La majorité de ses chansons sont des reprises de classiques de la musique country, la plupart en anglais mais aussi en norvégien. 

## Discographie

### Albums studio
- 2000 : Country Time
- 2001 : Country Rose
- 2001 : Country Girl
- 2002 : Country Blue
- 2002 : Country Dance
- 2003 : Country perler
- 2003 : Country jul (avec Liv Marit Wedvik et Jenny Jenssen)
- 2004 : Country Jewels
- 2005 : Country Gold
- 2005 : Movin' On
- 2007 : Some Broken Hearts...
- 2007 : Julekveld på landet
- 2016 : Acoustic Country Duets (avec Arne Benoni)
- 2019 : Best of Heidi Hauge

### Singles
- 2000 : Seven Spanish Angels
- 2007 : Saturday Night
- 2014 : I Can't Be Bothered Now (avec Arne Benoni)